# 广州北站
广州北站位于中国广东省广州市花都区新华街道，有京广铁路和京广高速铁路经过。车站为中国铁路广州局集团有限公司广深铁路股份有限公司广州车务段管辖的三等站，主要办理接发列车作业和客、货运业务及以及花都驻军的军事运输任务，客货源辐射花都区、白云区、从化区，並延伸至佛山市。其中客运每日有大约70趟列车停靠，发送客流8000人次；货运仅办理专用线、专用铁路货运作业。
广州北站原计划于2015年起再次进行改造，成为广东城际的枢纽站。2020年4月，广州北站的城际场定名“花都站”。刚开通时联通两站间的通道尚未开通，乘客需站外换乘。2021年1月28日，广州北站与城际花都站联络通道开通，两站正式实现互联互通。

## 历史

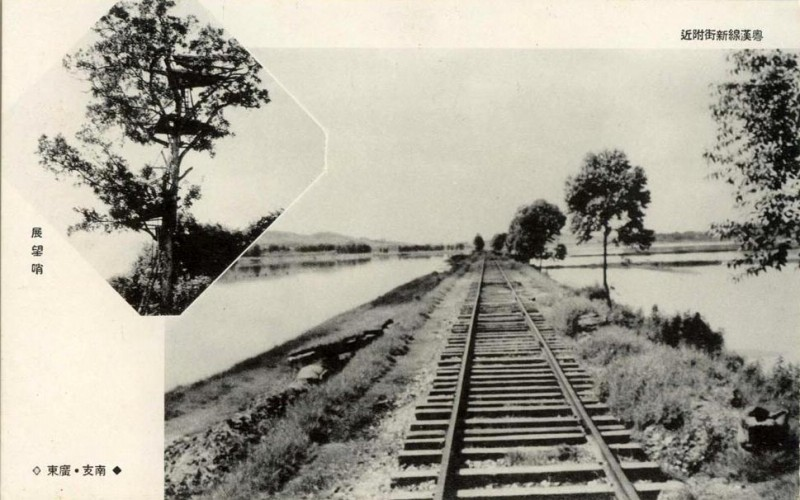
粵漢線新街段，1939年

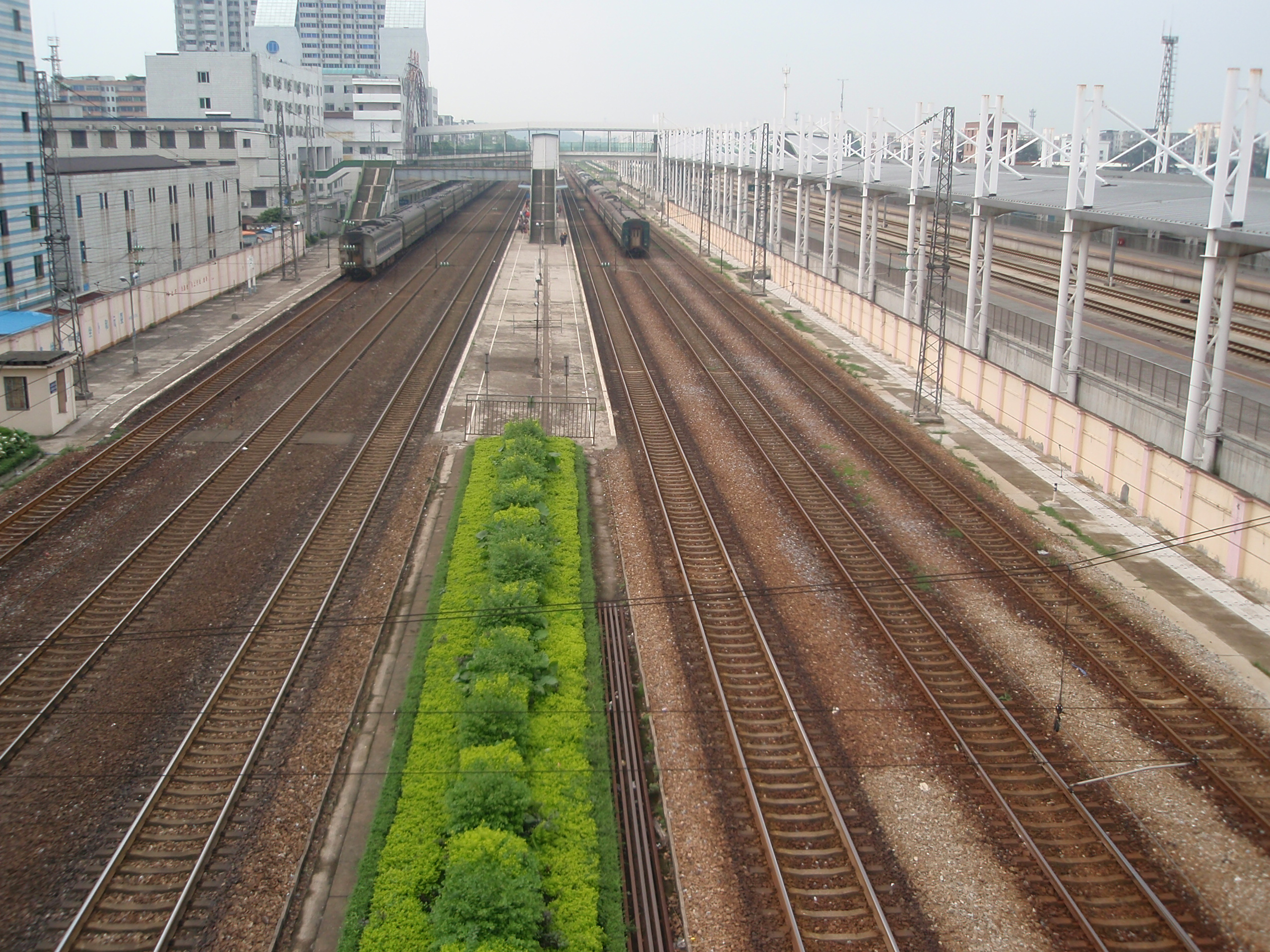
2011年的车站布线，左侧及中间有砟的是京广铁路，右侧无砟的是京广高速铁路

车站于1908年2月随粤汉铁路广州至新街段建成通车而启用，名为新街站。同年4月铁路向北延伸至军田。衡广复线改造期间重建新街站，位于原址以北500米处，于1988年6月投入使用。改建后的新街站设有6条股道:328；货场面积7万平方米，内设3条装卸线和4800平方米，此外还设有4条专用线。
1993年9月新街站开始扩建工程，重建站房一座。1995年7月1日，车站名称经铁道部批准更名为花都站。而扩建工程则于1996年1月30日投用。扩建后的花都站建有基本站台1座、中间站台1座，共设6条股道:328。
1999年9月15日，车站名称由花都站改名为广州北站；原位于白云区江高镇的广州北站更名为江村站。2000年车站新建一条通往粮库的专用线。
2009年，作为武广客运专线工程的一部分，车站进行改造新建高速场、新建进站天桥并对站房内部进行设施改造，原车站货场搬迁至白云区。施工期间广州北站暂停客运服务。同年12月20日，广州北站改造完工。由于当时广州南站尚未建成，车站成为武广客运专线的临时起讫站，本站也成为广州市首个接入高铁的火车站。过渡期间车站启用高速场西侧区块作为出站区域。广州南站最终于2010年1月30日启用。
2021年1月20日起，广州北站暂停接发所有普铁班次列车；并关闭东出站口，改由位于花都站内的西出站口出站。车站停办期间对普速场站台进行改善工程，将2號月台加高。在车站改善工程進行期间，广州北站与城际花都站联络通道于2021年1月28日开通。2022年8月10日至2023年9月19日，配合广州白云站施工需要，将京广铁路广州北站至广州站之間的客運列车改经广石线（广州北至石滩、仙村）、广深线运行，同時恢复启用广州北站东站房及普速场客运业务。受此调整影响，部分原先停靠广州站，广州东站的过路车临时改停本站。2023年9月20日，全數來往廣州站、廣州東站及廣茂线至京廣線的客運列車於廣州至廣州北段改回京廣線行走，但來往京廣線至深圳、東莞、惠州的客運列車仍然途經广石线。

## 车站设施

### 站房
广州北站站房于1996年投入使用，面积2.3万平方米，共设有7层。其中1层为大堂、售票大厅、候车室、行李包裹房、托运处；高铁与普通列车售票分开：南面为高铁售票厅，设售票窗口8个，自动售票机4套；北面为普通列车售票厅，设售票窗口6个。候车室共分为两层，其中1楼1、2候车室为普速列车候车室，3楼3、4候车室为京广高铁列车候车室。3层-4层为商业服务中心和皮具城（现已停用空置），而5-7楼则为旅馆和写字楼。
除了位于铁路以东的站房外，为了方便与广清城际铁路及广州地铁9号线互通，并为后续车站改造提供条件，本站在花都站内设置有西候车室及西出入口。其中西出站口可以直接免安检进入花都站城际月台。

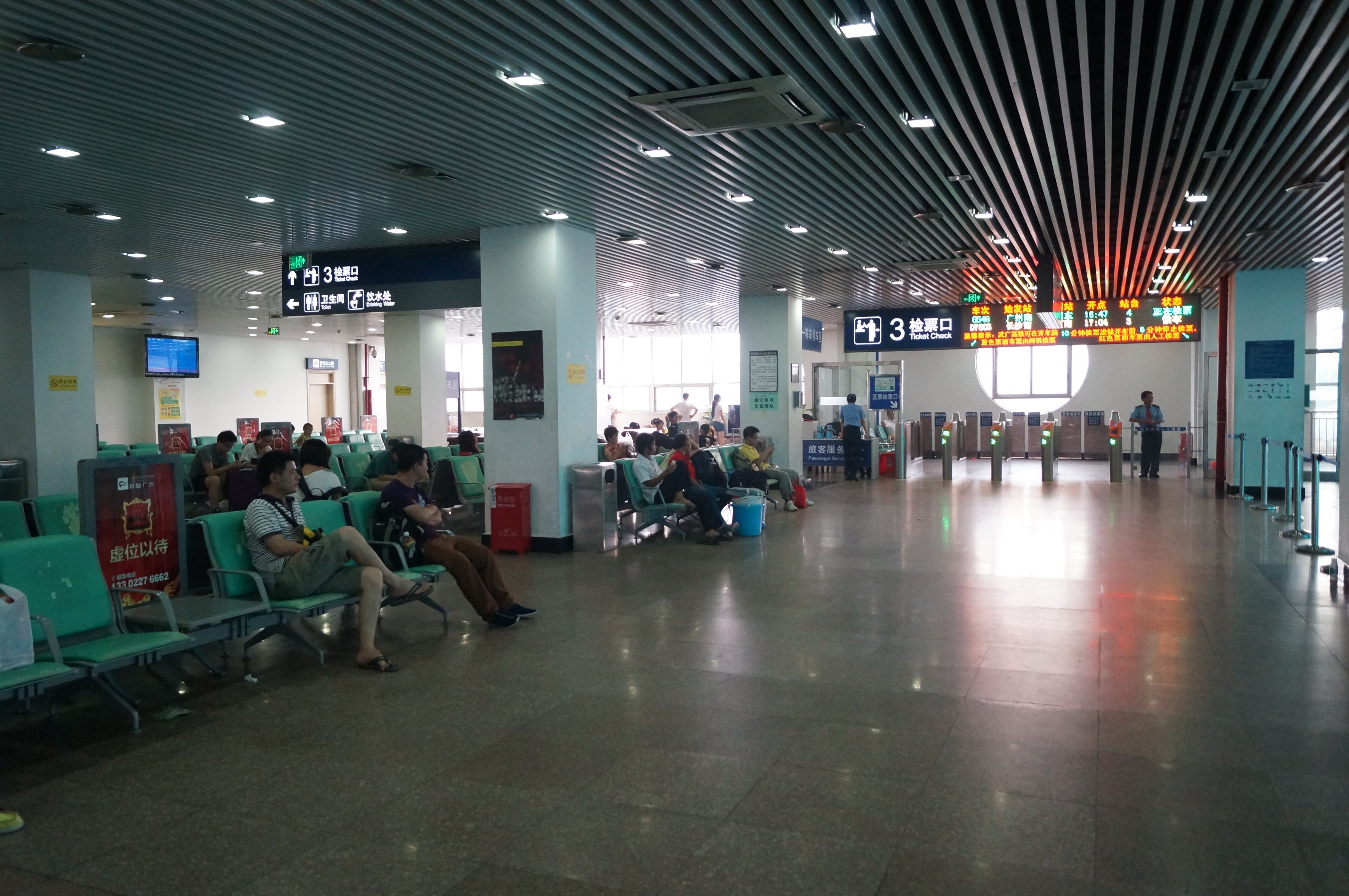
3号检票口
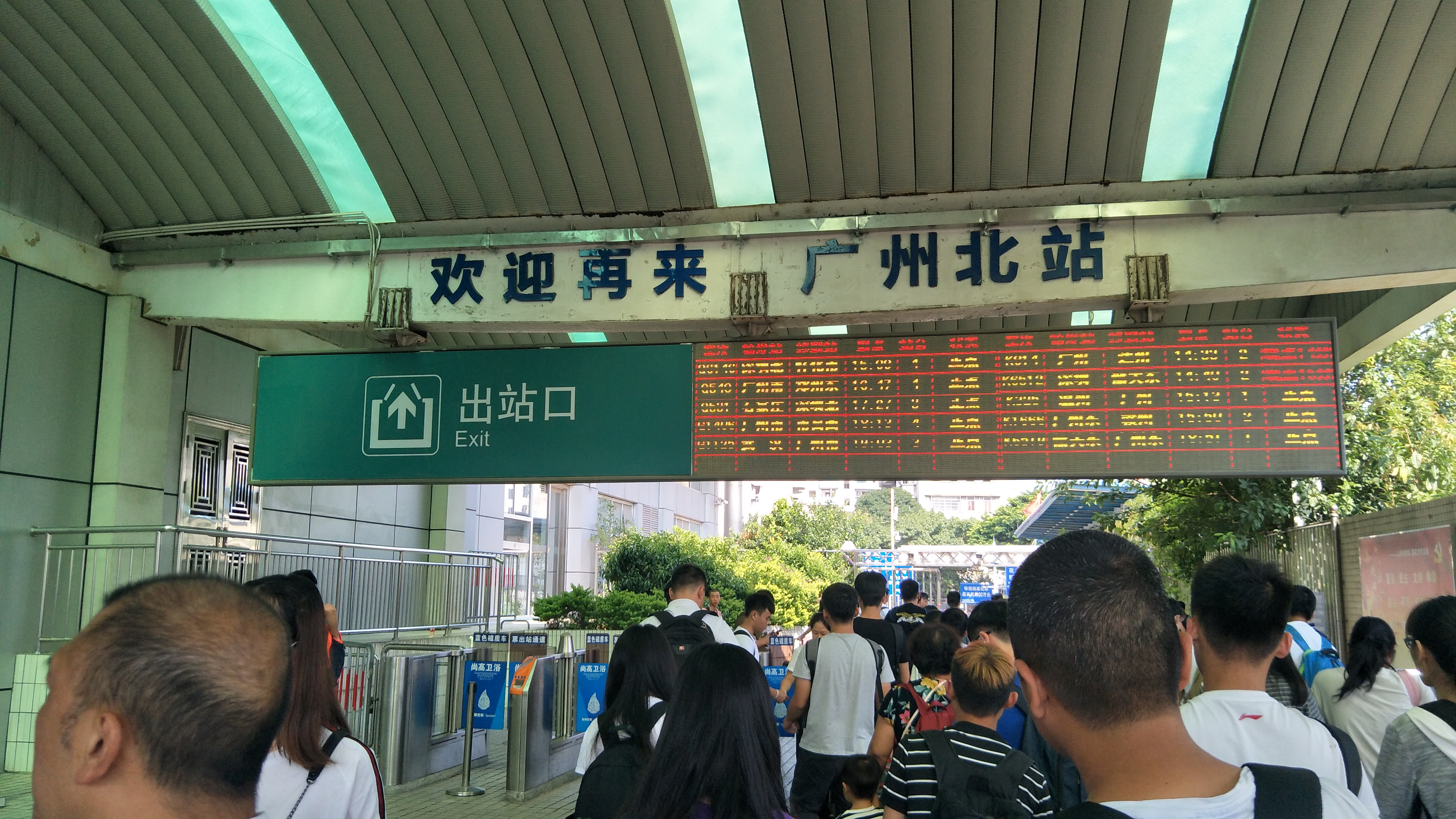
改造前的东出站口
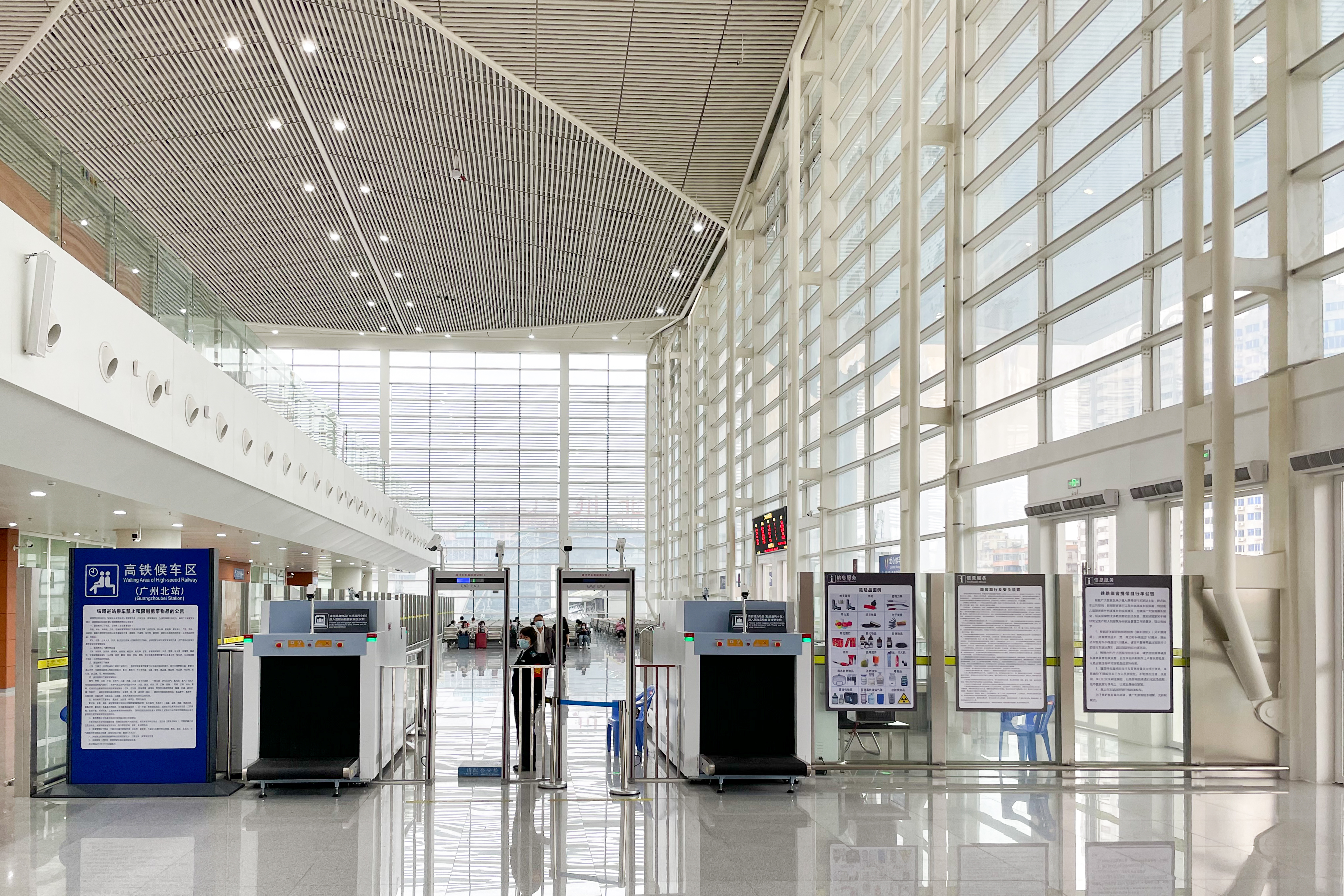
西入口及西候车室，位于花都站内
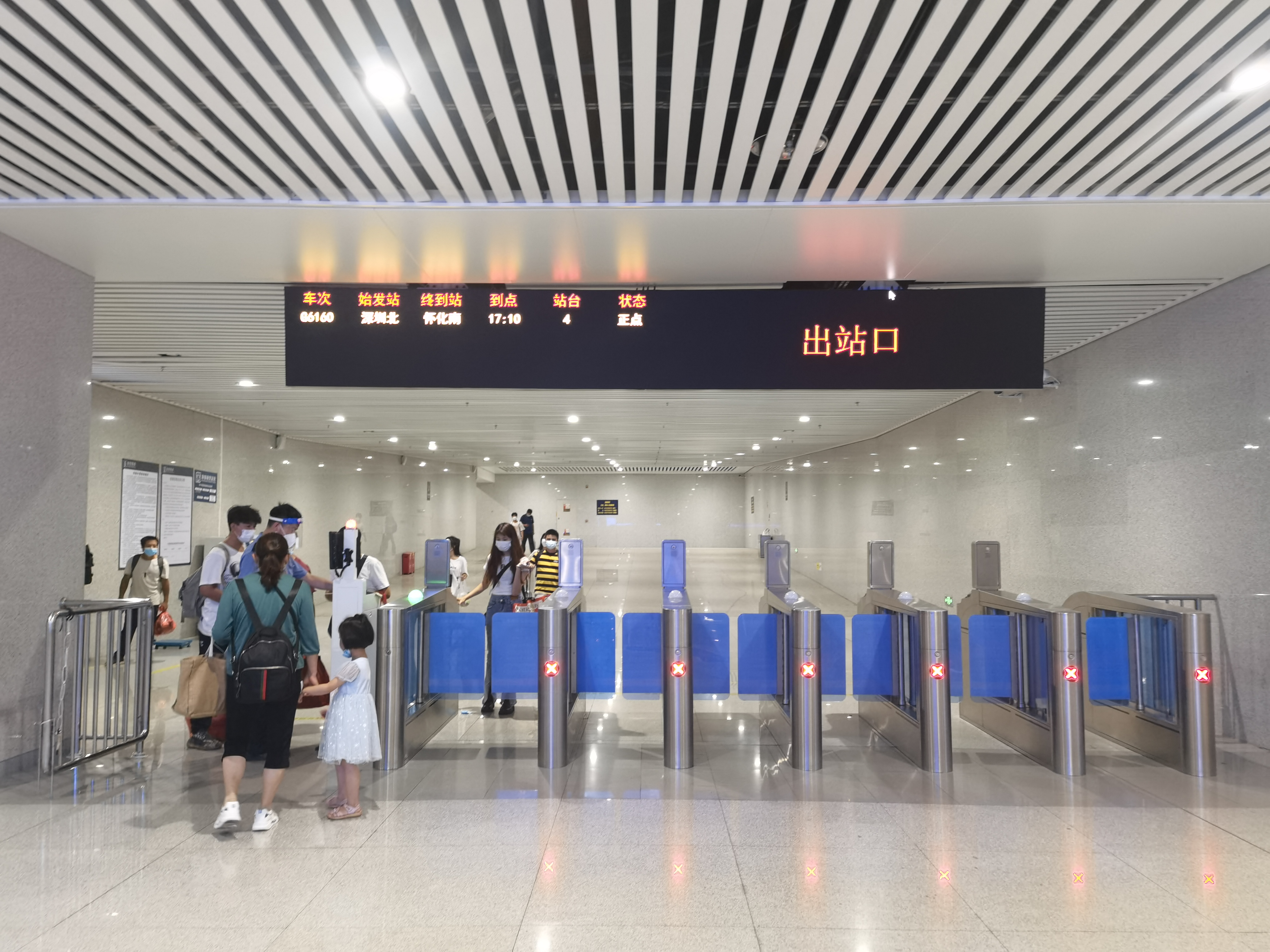
西出站口，位于城际花都站地下一楼

### 站场

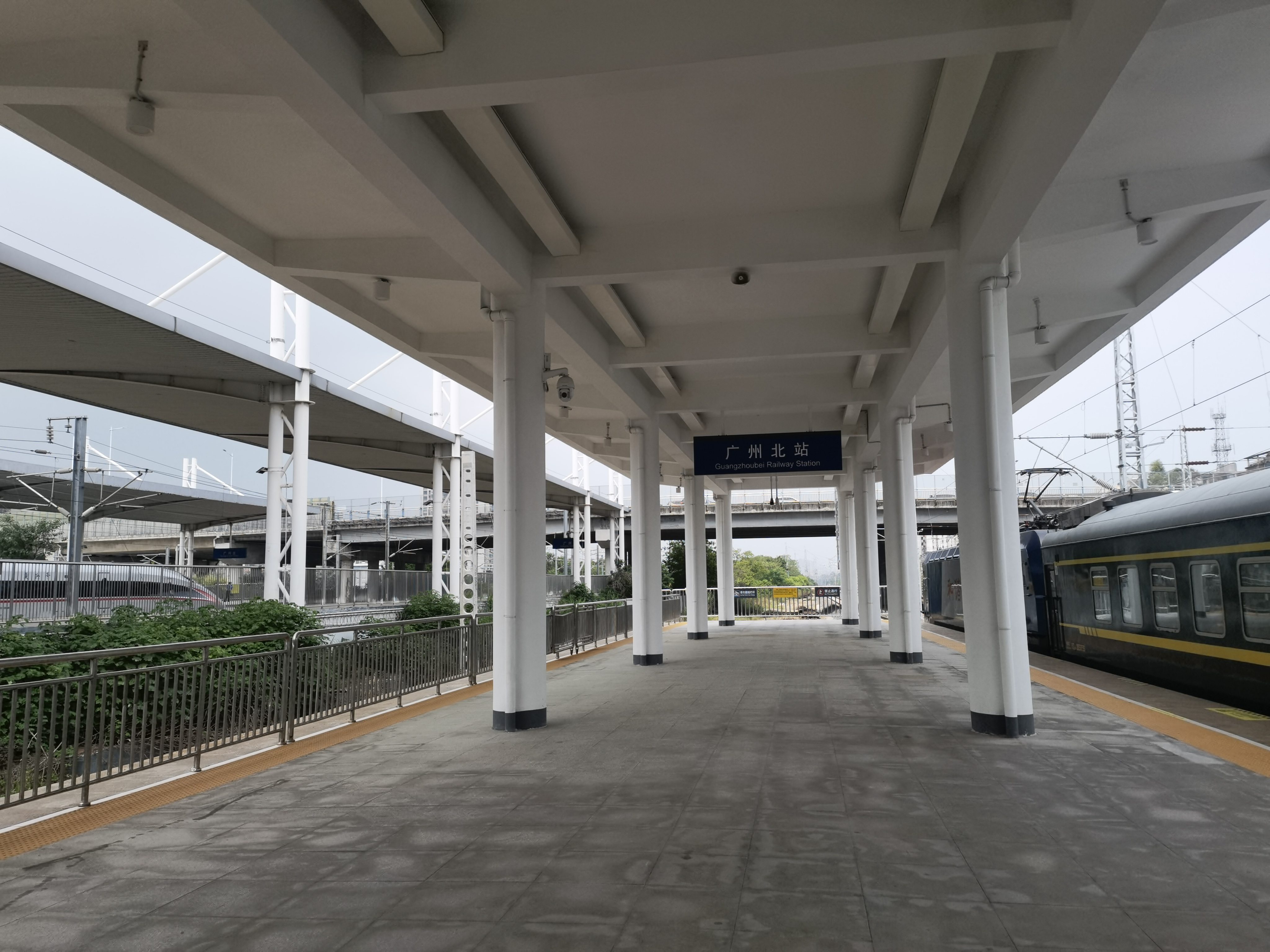
改建之后2号月台北端

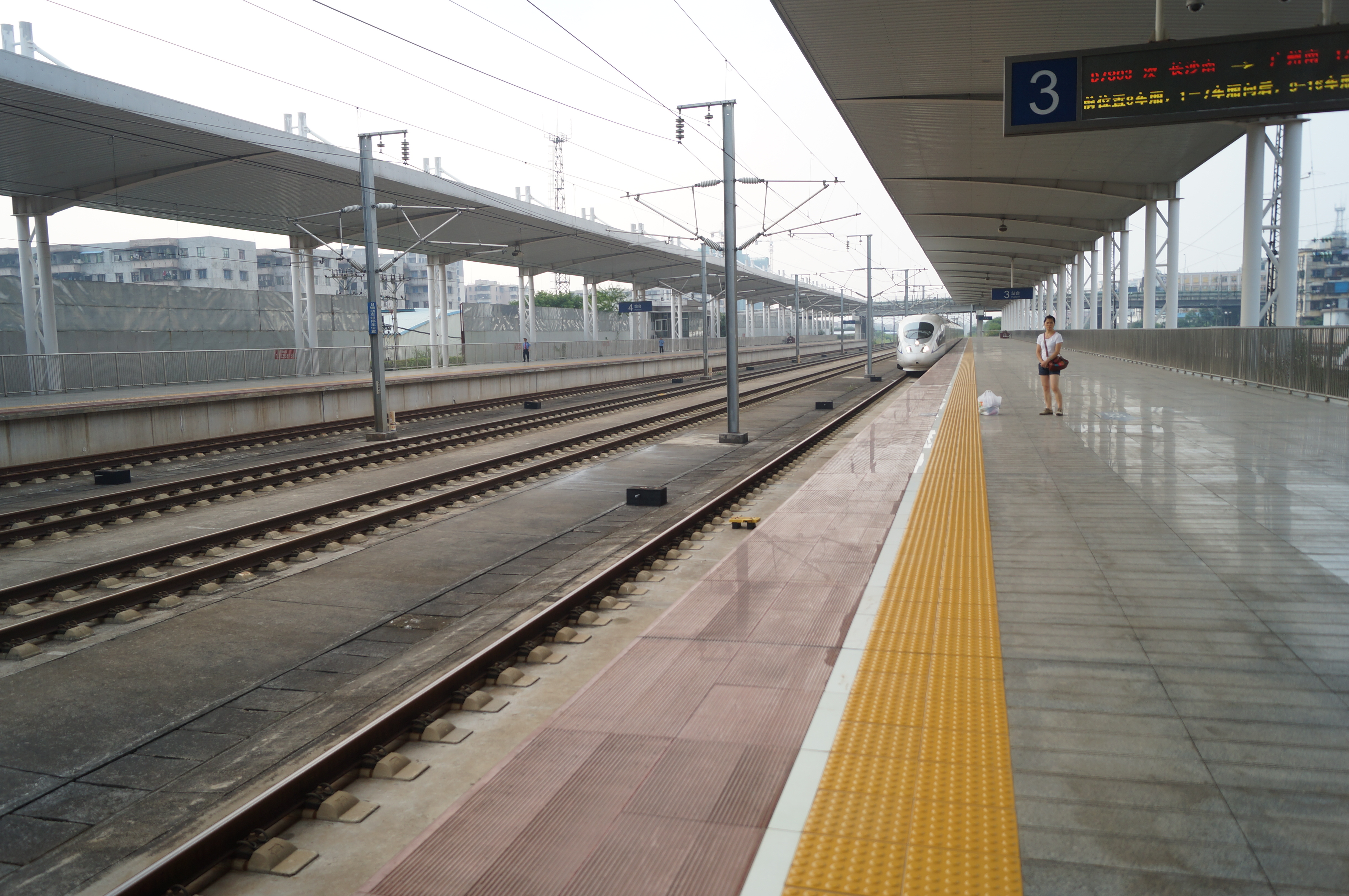
3号站台，為京广高速铁路

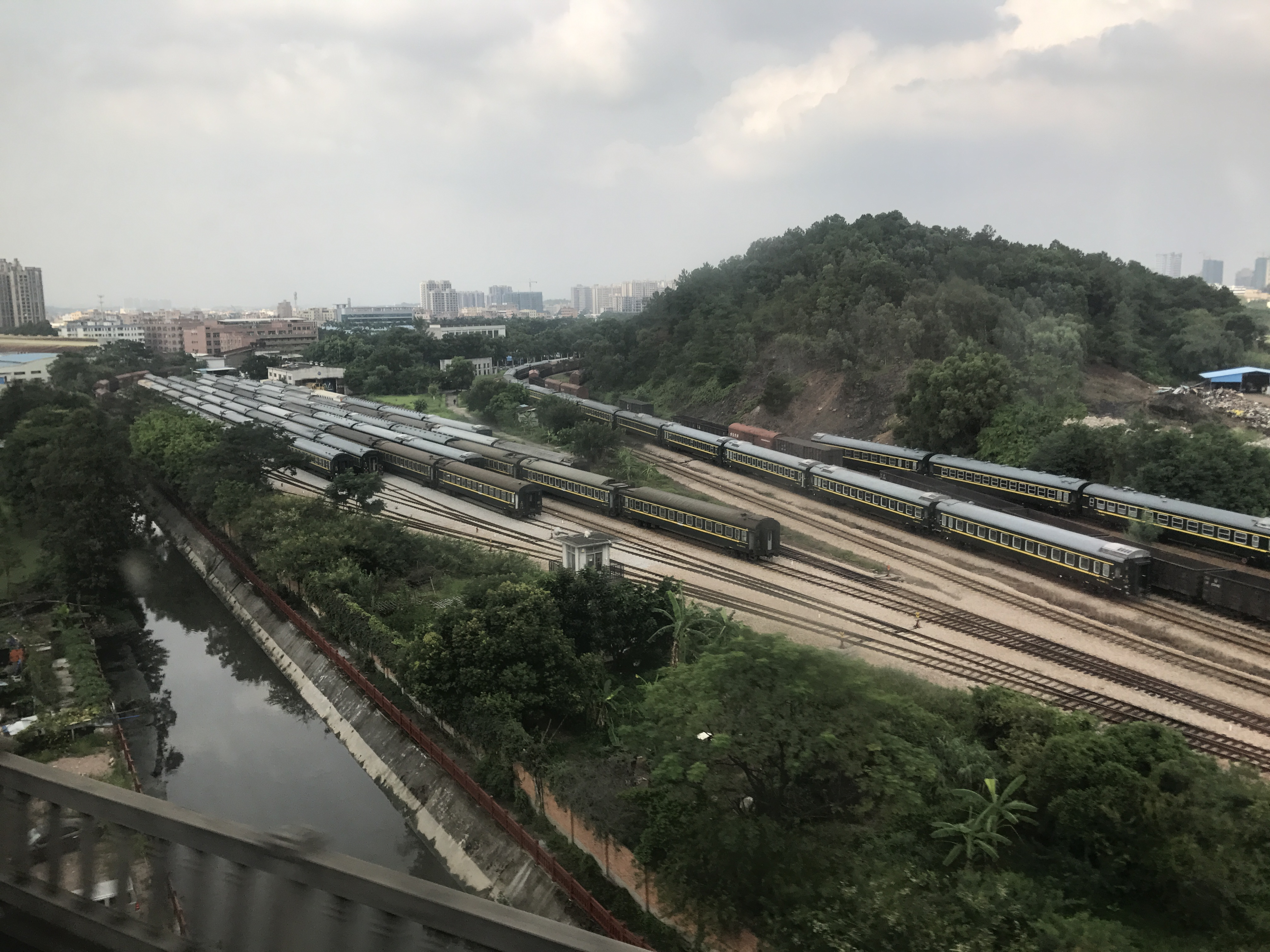
中国中车广州铁道车辆有限公司

广州北站分为普速场和高速场。普速场有京广铁路经过，2022年改造后建有基本站台1座、中间站台1座，共设4条股道。其中1号下行站台维持原状，为低平面站台；2号上行站台为侧式高平面站台，并预留成为岛式月台的条件。高速场有有京广高速铁路经过，建有侧式站台2座，设2条到發线2条正线。高速场行驶於京广高速铁路的高铁列车在南咽喉可沿正线直通广州南站，亦可经花广联络线连接广州白云站以及广州站。
广州北站普速场另设有通往中央储备粮广州直属库和中国中车广州铁道车辆有限公司的专用线。
| 站房     | 售票处、进站口                                                                |
| 侧式站台 |                                                                               |
| 1站台    | 京广铁路 往广州方向（郭塘站）                                                 |
| 正线     | 京广铁路 下行通过列车                                                         |
| 正线     | 京广铁路 上行通过列车                                                         |
| 2站台    | 京广铁路 往北京西方向（军田站）                                               |
| 侧式站台 |                                                                               |
|          | 预留路軌                                                                      |
| 侧式站台 |                                                                               |
| 3站台    | 京广高速铁路 往广州南方向（广州南站） 花广联络线 往广州白云方向（广州白云站） |
| 正线     | 京广高速铁路 下行通过列车                                                     |
| 正线     | 京广高速铁路 上行通过列车                                                     |
| 4站台    | 京广高速铁路 往北京西方向（清远站）                                           |
| 侧式站台 |                                                                               |
| 西       | 广东城际花都站                                                                |

## 运用情况

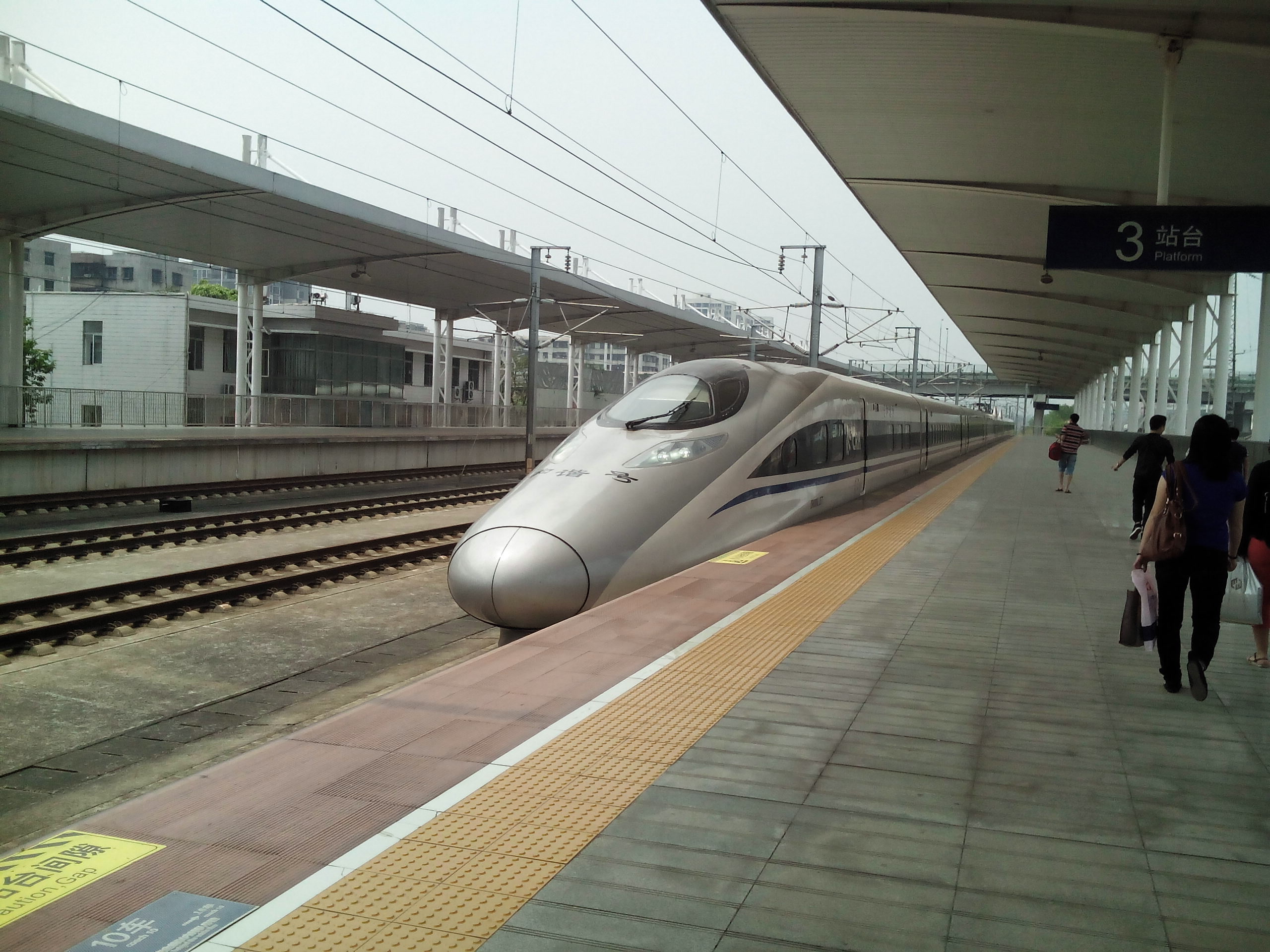
G1009次列车进站

广州北站是京广铁路的中间站，有部分快速列车（以管内列车居多）停靠此站。2009年12月20日武广客运专线通車后，有若干G字头列车停靠。
2022年8月9日起，配合廣州白雲站的興建，所有來往深圳、東莞、惠州至京廣铁路的客運列車改經廣石鐵路行走，并取消廣州站停站，同時增加本站停靠。
截至2025年1月5日全国铁路季度调图，广州北站满图下共有90趟列车停靠，其中普铁36趟、高铁54趟。

## 接驳交通

### 地铁
2017年12月28日开通的广州地铁9号线在本站西侧地底设广州北站，但由于车站开通初期城际花都站和广州北站间的连接通道未开通，该地铁站无法直达国铁广州北站，乘客需要在花城路站下车，沿秀全大道徒步前往，或乘坐接驳专线巴士前往国铁广州北站。2021年1月28日，随着两站联络通道的开通，乘客无需再绕行往返于两站之间。

### 城际铁路
2020年11月开通的广清城际铁路和广州东环城际在本站西侧设有花都站。与地铁站一样，花都站启用初期无法直达国铁广州北站，直至2021年1月28日开通地下联络通道后，两站连通。

### 公共汽車
花都区内多条公交路线途经广州北站附近，本站临近花都客运站和站前路公交总站，有多条公交路线到达花都区各镇及广州市区。
| 编号 | 编号 | 线路                 | 线路                 | 线路                 | 收费                 | 备注                 |
| ---- | ---- | -------------------- | -------------------- | -------------------- | -------------------- | -------------------- |
|      | 705  | 广州白云站东广场     | ⇆                    | 广州北站（秀全大道） | 3–4元                |                      |
|      | 706  | 东山广场             | ⇆                    | 广州北站（秀全大道） | 3元                  |                      |
|      | 夜87 | 机场路               | ⇆                    | 广州北站（秀全大道） | 4元                  | 703路附属线路        |
|      | 花4  | 东环城际花山镇站     | ⇆                    | 东方村               | 1元                  |                      |
|      | 花6  | 已于2025年6月5日停办 | 已于2025年6月5日停办 | 已于2025年6月5日停办 | 已于2025年6月5日停办 | 已于2025年6月5日停办 |
|      | 花8  | 平西村               | ⇆                    | 东镜村               | 2元                  |                      |
|      | 花9  | 城东停车场           | ⇆                    | 佳仕达工业园         | 2元                  |                      |
|      | 花10 | 已于2025年6月5日停办 | 已于2025年6月5日停办 | 已于2025年6月5日停办 | 已于2025年6月5日停办 | 已于2025年6月5日停办 |
|      | 花11 | 联乡路               | ⇆                    | 团结村               | 2元                  |                      |
|      | 花17 | 站前路公交总站       | ⇆                    | 联民村               | 2–4元                |                      |
|      | 花27 | 已于2025年6月5日停办 | 已于2025年6月5日停办 | 已于2025年6月5日停办 | 已于2025年6月5日停办 | 已于2025年6月5日停办 |
|      | 花62 | 广州北站（秀全大道） | ⇆                    | 狮岭汽车站           | 2元                  | 15–30分/班           |
|      | 花73 | 神山                 | ⇆                    | 广州北站（秀全大道） | 2元                  | 30–60分/班           |
|      | 花80 | 广州北站             | ⇆                    | 义山村委             | 2元                  |                      |
|      | 花81 | 赤坭                 | ⇆                    | 珊瑚                 | 2–5元                |                      |
|      | 花84 | 广州北站             | ⇆                    | 地铁太平站           | 2–5元                |                      |

| 编号 | 编号  | 线路                 | 线路                 | 线路                 | 收费                 | 备注                 |
| ---- | ----- | -------------------- | -------------------- | -------------------- | -------------------- | -------------------- |
|      | 花1   | 西岭村东             | ⇆                    | 白鳝塘               | 1元                  |                      |
|      | 花4   | 东环城际花山镇站     | ⇆                    | 东方村               | 1元                  |                      |
|      | 花6   | 已于2025年6月5日停办 | 已于2025年6月5日停办 | 已于2025年6月5日停办 | 已于2025年6月5日停办 | 已于2025年6月5日停办 |
|      | 花7   | 广州北站西广场       | ⇆                    | 广州城市理工学院     | 2元                  |                      |
|      | 花23  | 广州北站西广场       | ⇆                    | 广清城际（狮岭）站   | 2–3元                | 60–120分/班          |
|      | 花31B | 广州工商学院         | ⇆                    | 广州北站西广场       | 2元                  |                      |
|      | 花32  | 东方村               | ⇆                    | 阳升村               | 2–4元                |                      |

| 编号 | 编号 | 线路                 | 线路                 | 线路                 | 收费                 | 备注                 |
| ---- | ---- | -------------------- | -------------------- | -------------------- | -------------------- | -------------------- |
|      | 702  | 机场路               | ⇆                    | 广州北站             | 3–4元                |                      |
|      | 花4  | 东环城际花山镇站     | ⇆                    | 东方村               | 1元                  |                      |
|      | 花6  | 已于2025年6月5日停办 | 已于2025年6月5日停办 | 已于2025年6月5日停办 | 已于2025年6月5日停办 | 已于2025年6月5日停办 |
|      | 花10 | 已于2025年6月5日停办 | 已于2025年6月5日停办 | 已于2025年6月5日停办 | 已于2025年6月5日停办 | 已于2025年6月5日停办 |
|      | 花11 | 联乡路               | ⇆                    | 团结村               | 2元                  |                      |
|      | 花17 | 站前路公交总站       | ⇆                    | 联民村               | 2–4元                |                      |
|      | 花19 | 融创公交总站         | ⇆                    | 马溪                 | 2元                  | 30–120分/班          |
|      | 花27 | 已于2025年6月5日停办 | 已于2025年6月5日停办 | 已于2025年6月5日停办 | 已于2025年6月5日停办 | 已于2025年6月5日停办 |
|      | 花80 | 广州北站             | ⇆                    | 义山村委             | 2元                  |                      |
|      | 花81 | 赤坭                 | ⇆                    | 珊瑚                 | 2–5元                |                      |
|      | 花84 | 广州北站             | ⇆                    | 地铁太平站           | 2–5元                |                      |
|      | 花85 | 广州北站             | ⇆                    | 北兴天湖峰境         | 2–4元                |                      |

| 编号 | 编号 | 线路       | 线路 | 线路       | 收费 | 备注 |
| ---- | ---- | ---------- | ---- | ---------- | ---- | ---- |
|      | 703  | 机场路     | ⇆    | 荔红路     | 3元  |      |
|      | 花37 | 岐山村市场 | ⇆    | 城东停车场 | 2元  |      |

| 编号                 | 编号 | 线路                   | 线路   | 线路               | 收费  | 备注 |
| -------------------- | ---- | ---------------------- | ------ | ------------------ | ----- | ---- |
|                      | 花5  | 站前路公交总站         | ⇆      | 炭步               | 2元   |      |
|                      | 花17 | 站前路公交总站         | ⇆      | 联民村             | 2–4元 |      |
|                      | 花39 | （广州）站前路公交总站 | 全程 ⇆ | （清远）北部万科城 | 2–5元 |      |
| （广州）飞鹅岭地铁口 | 花39 | 短线 ⇆                 |        | （清远）北部万科城 | 2–5元 |      |
|                      | 花93 | 狮岭振兴村             | ⇆      | 碧桂园路口         | 2–5元 |      |

### 长途大巴
广州北站东南侧过去分别有广州二汽花都客运站和广州北站汽车客运站，不过后者已关闭，前者目前只作为公交总站。
另外，花都区长途汽车客运站（主要负责发往广东省内外长途班车线路）虽临近广州北站，但其位置位于铁路以西，在联络通道开通前，需换乘公交及出租绕道前往。